# 國語元年
『國語元年』（こくごがんねん）は、NHK総合テレビジョンおよびNHK衛星第1テレビジョンの「ドラマ人間模様」で1985年6月8日から7月6日まで全5回で放送されたテレビドラマ。シナリオは中公文庫から『國語元年』として刊行されている。放送後戯曲化され、1986年にこまつ座制作で紀伊國屋ホールにて初演。同年に新潮社から刊行された。
いずれも井上ひさしによる脚本・戯曲で、明治初期にお国の土台、軍隊言葉に混乱がないようにと「全国統一話し言葉」作成を命じられた文部省官吏の苦闘を描いているであるが、内容には相違がある。
放送ライブラリーでは第1回が公開されている。2024年1月29日から2月2日まで、NHK BS4Kで全5回が再放送された。

## あらすじ
物語は大竹ふみが故郷へ送った手紙のモノローグから始まる。ふみがお手伝いとして入った南郷清之輔の邸宅では、お国言葉が行き交っていた。清之輔は文部省の学務局の役人で「全国統一話し言葉」の作成を命じられる。清之輔はまずお国言葉の観察から始め、自らの仕事の大変さを理解し始める。
そこへ「言語革命は秦始皇帝の漢字革命、フランス革命のフランス語改革しか成功していない」「成功させるためには自分が必要」と、自称国学者の裏辻芝亭が居候として入ってくる。清之輔は軍隊で言葉が混乱すると国家の大事と騒ぐが、作業は容易に進まなかった。そこへ若林という人物が押し込み強盗に入る。彼は青森に逃げた会津の残党に仕送るために強盗を重ねていた。清之輔はお金を渡すが、若林は倍のお金の入った財布を忘れて行き、取り返しに来てそのまま南郷家に居候し始める。清之輔は文語を使うことも検討するも、若林の意見で会津の言葉を基にすることを田中閣下に上申し、「会津は逆賊の言葉である」と叱られる。若林が抗議に威しに行ったことで、清之輔は役職を解任され無期休職の処分を下されてしまう。南郷家にもその通達が届くが、秋山は皆に黙っておくことに決め、通達の紙を握り潰す。
清之輔はさまざまな言葉を混ぜて統一言葉を作る方針に転換するが、悪い意味のお国言葉が入ることになるため南郷家の皆から猛反対されたことで、清之輔は「文明開化語」を考案する。若林にこれで女を口説けるかと言われ、ふみを相手に口説いて実験は成功。次にこの言葉で強盗ができるか若林が実験するが、ポリ公に捕まり、万人の言葉を変えるのは個人の力ではどうにもならないと清之輔に書いてよこす。清之輔は田中閣下に上申するが、役所に出かけると彼の勤めていた学務局は廃止されており、清之輔の机もなくなっていた。田中閣下に激しく責められたショックのあまり清之輔は発狂し、そのまま南郷家の人々は離散を迎えて物語が終了する。

## 主な登場人物
- 南郷清之輔
長州出身で婿養子。文部省学務局の四等出仕という高い地位にある。全国統一話し言葉の制定を命ぜられ、試行錯誤を重ねるものの、失敗。上司の文部少輔田中不二麿に激しく叱責されたことがもとで発狂し、東京癲狂院へ収容され、明治27年秋に病死する。
- 南郷重左衛門
薩摩出身。清之輔の義父で、薩摩への愛着がひとしお強い。機嫌が悪くなると皆で「鹿児島おはら節」を歌って慰める。清之輔発狂後、光・重太郎らと共に鹿児島へ戻る。明治10年に起こった西南戦争に参加し、田原坂で討死する。
- 南郷光
重左衛門の娘で、清之輔の妻。薩摩出身。おっとりした性格をしている。清之輔発狂後、鹿児島へ移住。明治13年（舞台版では12年）に病没する。
- 南郷重太郎
清之輔と光の息子。薩摩の言葉を話す。いたずら好きで、大竹ふみや御田ちよをたびたび困らせる。南郷家離散後、鹿児島へ移住。日清戦争に出征し、明治27年に旅順口で戦死。
なお、舞台版に重太郎は登場しない。
- 秋山加津
女中頭。もとは旗本の奥方で南郷家の屋敷に住んでいたが、夫が彰義隊に参加したため没落する。江戸山の手言葉を話す。南郷家離散後、重左衛門らにつき従って鹿児島へ移住。裁縫の腕前を活かして和裁教室を開き、明治20年に死去する。
- 築館弥平
遠野出身。「い」と「え」の区別ができない。馬丁だったが、明治維新以降は車夫となり、清之輔を役所まで送迎するのが仕事である。清之輔が役所から戻った時、屋敷の皆にそれを知らせる役を担っていた。南郷家離散後、清之輔が収容された東京癲狂院で明治28年まで雑用係をしていたが、その後は消息不明。
- 広澤修一郎
書生。尾張名古屋の士族の次男。南郷家離散後、明治14年に東京で代言業を開業し、翌年にとある花魁と心中する。英語を統一言葉とすることを提唱する[注 3]。
舞台版では氏名が「広澤修二郎」となり、名古屋の瀬戸物問屋の次男という設定である。英語を学ぶ傍ら写真撮影を勉強していたが、南郷家離散後は東京で小学教師となった。
- 江本太吉
津軽出身らしいが記憶喪失。南郷家離散後、明治16年に両国で大食い大会に参加した折、突然の心臓病で死去する。
- 御田ちよ
女中。江戸の下町出身のため「ひ」と「し」の区別ができない。また、読み書きができない。南郷家離散後、花魁になり、明治15年に客の若い男と心中する。
舞台版では大阪の女郎で河内弁を話し、以前大阪府勤務だった清之輔と深い仲になり、清之輔を追って東京に来たが、ちよが探していたのは清之輔の名を騙る別人だったという設定になっている。後に吉原で花魁になり、まもなく消息不明となる。
- 高橋たね
女中。浅草出身で吉原で働いた過去がある。そのため「ひ」と「し」の区別ができない。また、読み書きもできない。口は悪いが人は良いお婆さん。南郷家離散後、再び吉原に戻って飯炊き女として過ごす。没年は不詳。
- 大竹ふみ
女中。米沢出身のため「い」と「え」の区別ができない。読み書きができ、米沢の両親に手紙を書く。その手紙がナレーションを兼ねている。南郷家離散後、酒造業を営む家に嫁ぐ。昭和14年、老衰により死去する。
舞台版ではちよとともに吉原で花魁になり、以後消息不明となる。
- 裏辻芝亭公民
京都の公家出の国学者。全国統一話し言葉の作成を聞きつけて南郷家に押し掛け、居候している。お調子者で、居候の割に態度がでかく、清之輔以外の人達からは嫌われている（弥平からは思い切り怒られたことがある）。南郷家離散後、明治35年に西園寺公望邸の書生部屋で病死する。
舞台版では明治16年の大食い大会に江本太吉とともに出場し、急死した。
- 若林虎三郎
会津出身。もとは南郷家に押し込みにきた強盗だった。全国統一話し言葉を作ることには賛成だが、物事の本質をついた様々な反対意見を述べる。南郷家離散後、自由党に参加。1882年に起こった福島事件にて行方不明になる。
なお、ドラマ版では(出身地が東京以外の人物の中では)彼のみが役柄と演じる俳優の出身地が一致している。

## 放送日程
- 放送時間：毎週土曜21:00~21:45

## スタッフ
- 作：井上ひさし[2]
- 音楽：宇野誠一郎[2]
- イラスト：山藤章二[2]
- 時代考証：小野一成[2]
- 制作：岡田勝 [2]
- 美術：田坂光善[2]
- 技術：鍛治保[2]
- 効果：大和定次[2]
- 照明：栗原民博[2]
- 撮影：大内山正則[2]
- 音声：工藤忠三[2]
- 記録：塩井ヨシ子[2]
- 編集：高室晃三郎[2]
- 演出：村上祐二[2]

## キャスト
明治
- 南郷清之輔：川谷拓三
- 大竹ふみ：石田えり
- 南郷光：ちあきなおみ
- 南郷重左衛門：浜村純
- 南郷重太郎：岡田二三
- 御田ちよ：島田歌穂
- 高橋たね：賀原夏子
- 広澤修一郎：大橋吾郎
- 江本大吉：松熊信義
- 裏辻芝亭公民：すまけい
- 築館弥平：名古屋章
- 若林虎三郎：佐藤慶
- 秋山加津：山岡久乃

現代
- ニュースキャスター：平光淳之助

## 受賞
- 第12回放送文化基金賞 奨励賞
- 第18回テレビ大賞 番組賞

## 関連商品

### 書籍
シナリオ
- 國語元年（2002年4月、中公文庫、ISBN 978-4122040045）

### DVD
- 國語元年 DVD-BOX（2006年12月22日、NHKエンタープライズ）

## 戯曲
こまつ座第5回公演として1986年1月16日に紀伊國屋ホールで栗山民也演出により初演、同年5月に新潮社より刊行された。地方でも上演され、上演を重ねた。前口上を井上ひさしが『the座』に書いている。

### 公演

#### こまつ座公演
- 第5回公演（1986年1月 - 2月）
- 第9回公演（1987年3月）
- 第65回公演（2002年3月）
- 第76回公演（2005年6月）
- 第111回公演（2015年9月）[4]

### 舞台版スタッフ
- 脚本：井上ひさし
- 音楽：宇野誠一郎
- 制作：こまつ座
- 演出：栗山民也

### 舞台版キャスト
- 南郷清之輔：佐藤B作
- 広沢修二郎：植本潤
- 裏辻芝亭公民：たかお鷹
- 南郷重左衛門：沖恂一郎
- 南郷光：土居裕子
- 御田ちよ：岡寛恵
- 大竹ふみ：野々村のん
- 高橋たね：田根楽子
- 築館弥平：角間進
- 江本太吉：後藤浩明
- 秋山加津：剣幸
- 若林虎三郎：山本龍二

### 書誌情報
- 國語元年（1986年5月、新潮社、214頁、ISBN 978-4103023197）
- 國語元年（1989年10月、新潮文庫、404頁（「国語事件殺人辞典」・「花子さん」を併録）、ISBN 978-4101168234）
  - 新版 國語元年（2018年1月1日、新潮文庫、207頁、ISBN 978-4-10-116835-7）